# Sacha Gervasi

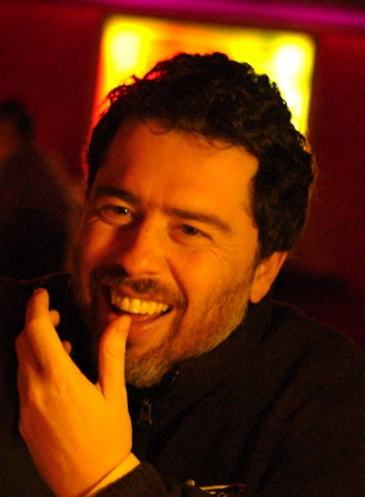
Sacha Gervasi (2008)

Sacha Gervasi (* 1966 in London, Großbritannien) ist ein britischer Regisseur, Drehbuchautor und Journalist. Für seine Dokumentation Anvil! Die Geschichte einer Freundschaft erhielt er 2010 einen News & Documentary Emmy Award in der Kategorie Outstanding Arts & Culture Programming.

## Leben
Gervasis Mutter war Kanadierin, sein Vater US-Amerikaner. In London besuchte er die Westminster School und studierte später am King’s College Neuzeitliche Geschichte.
Nach dem Ende seiner Ausbildung arbeitete er unter anderem für Ted Hughes, der zu diesem Zeitpunkt der britische Nationaldichter (Poet Laureate) war bei der Arvon Foundation.
Im Jahr 1995 zog Gervasi nach Los Angeles um, wo er bei der UCLA School of Theater, Film and Television eine Ausbildung zum Drehbuchautor wahrnahm. Gleichzeitig war er als Journalist für verschiedene Publikationen tätig.
Sein erstes Projekt in der Filmbranche war der Spielfilm Der große Mackenzie, der im Jahr 1999 seine Premiere feierte und für den er zusammen mit Craig Ferguson das Drehbuch schrieb. Im Jahr 2004 verwandelte der Regisseur Steven Spielberg sein Drehbuch in den Film Terminal mit Tom Hanks in der Hauptrolle.
Sein 2008 erschienenes Regiedebüt, die Dokumentation Anvil! Die Geschichte einer Freundschaft über die Band Anvil wurde von der Kritik sehr gut aufgenommen und erhielt mehrere Auszeichnungen, unter anderem einen Emmy Award und einen Independent Spirit Award.
Sein Spielfilmregiedebüt feierte Gervasi 2012 mit dem Film Hitchcock, der die Entstehung des Filmklassikers Psycho thematisiert. 2017 folgte mit November Criminals sein zweiter Film. Im Anschluss veröffentlichte er 2018 mit Mein Dinner mit Hervé einen Spielfilm über den Schauspieler Hervé Villechaize, dem er als Journalist begegnet war.

### Privatleben
Gervasi ist seit Mai 2006 Vater einer Tochter aus einer Beziehung mit der britischen Pop-Sängerin Geri Halliwell (* 1972).

## Filmografie
Drehbuchautor
- 1999: Der große Mackenzie (auch Produzent)
- 2004: Terminal
- 2010: Henry & Julie – Der Gangster und die Diva (auch Produzent)
- 2017: November Criminals (auch Regie)
- 2018: Mein Dinner mit Hervé (My Dinner with Hervé)

Regisseur
- 2008: Anvil! Die Geschichte einer Freundschaft (auch Produzent)
- 2012: Hitchcock
- 2017: November Criminals
- 2018: Mein Dinner mit Hervé (My Dinner with Hervé)